# روبرتو ديلغادو
روبرتو ديلغادو (بالإسبانية: Roberto Delgado)‏ (7 مايو 1986 في إسبانيا - ) هو لاعب كرة قدم إسباني في مركز الهجوم. لعب مع جامعة كلوج ونادي سبال ونادي فاسلوي ونادي لاتسيو وASD Nuova Santa Maria delle Mole Marino ‏ ويو أس بركوليتزه 1932 وFC Delta Tulcea ‏ ونادي بوتنزا وASD Cynthia 1920 ‏ وUS Palestrina 1919 ‏ وASD San Cesareo Calcio ‏.

## وصلات خارجية
- روبرتو ديلغادو على موقع قاعدة بيانات كرة القدم.إي يو (الإنجليزية)